# Indothele
Genre
Indothele est un genre d'araignées mygalomorphes de la famille des Ischnothelidae.

## Distribution
Les espèces de ce genre se rencontrent en Inde et au Sri Lanka.

## Liste des espèces
Selon World Spider Catalog (version 26, 10/04/2025) :
- Indothele amboli Kadam, Tripathi & Sherwood, 2025
- Indothele dumicola (Pocock, 1900)
- Indothele lanka Coyle, 1995
- Indothele mala Coyle, 1995
- Indothele rothi Coyle, 1995
- Indothele silentvalley Tripathi, Kadam & Sherwood, 2025

## Systématique et taxinomie
Ce genre a été décrit par Coyle en 1995 dans les Dipluridae. Il est placé dans les Ischnothelidae par Bond, Opatova et Bond en 2020.

## Publication originale
- Coyle, 1995 : « A revision of the funnelweb mygalomorph spider subfamily Ischnothelinae (Araneae, Dipluridae). » Bulletin of the American Museum of Natural History, no 226, p. 1-133 (texte intégral).